# Mária Auguszta anhalti hercegnő
Mária Auguszta anhalti hercegnő, férjezett Mária Auguszta porosz királyi hercegné (németül: Prinzessin Marie Auguste von Anhalt, Prinzessin von Preußen, Freiherrin von Loën, teljes nevén Marie Auguste Antoinette Friederike Alexandra Hilda Luise; Ballenstedt, 1898. június 10. – Essen, 1983. május 22.) anhalt–dessaui hercegnő, első házassága révén porosz királyi és német császári hercegné, második házassága révén Loën báróné.

## Élete
Mária Auguszta anhalti hercegnő 1898. június 10-én jött világra családja ballenstedti várkastélyában I. Eduárd anhalti herceg (1861–1918) és Lujza Mária Ágnes szász–altenburgi hercegnő (1873–1953) harmadik gyermekeként, egyben második leányaként. Az Aszkániai-ház dessaui ágából való édesapja csupán rövid ideig, alig pár hónapig viselhette az anhalti uralkodói címet, mielőtt meghalt volna. Édesanyja a szász–altenburgi uralkodó leányaként született, és rokonságban állt többek között az orosz cári családdal. Mária Auguszta hercegnő gyermekéveit a dessaui palotában töltötte testvéreivel. A hatgyermekes családból csupán négy gyermek érte meg a felnőttkort, az elsőszülött Friderika hercegnő és a másodszülött Lipót herceg csecsemőként elhaláloztak, ily módon végül Mária Auguszta lett a család legidősebb gyermeke.
Az anhalti hercegnőnek szülei választották ki jövendőbelijét a német császár legfiatalabb fia személyében. Joakim porosz királyi herceg (1890–1920) a német hadseregben szolgált, de elsősorban mint gyenge idegzetű, depresszióra hajlamos ember vált ismertté. Mária Auguszta hercegnőt mindössze tizenhét évesen jegyezték el a nála nyolc évvel idősebb porosz herceggel. Az eljegyzést 1915. október 11-én jelentették be hivatalosan; a lutheránus esküvőt 1916. március 11-én tartották a német fővárosban található Bellevue-palotában. A házasság nem sikerült jól, a felek boldogtalanságát gyermekük születése sem tudta ellensúlyozni. Egyetlen fiúgyermeküket a születése előtt nem sokkal elhunyt I. Ferenc József magyar király és osztrák császár után nevezték el:
- Ferenc József porosz herceg (1916–1975), porosz herceg, első felesége Henrietta Hermina schönaich–carolathi hercegnő, második felesége Luise Dora Hartmann, harmadik felesége Doña Eva Maria Herrera y Valdeavellano.

A házastársaknak soha nem sikerült megtalálnia a közös hangot, a kezdetektől fogva feszült viszonyban álltak. A közöttük lévő ellentét odáig fajult, hogy alig egy hónappal az első világháború elvesztése és a novemberi német forradalom után az anhalti hercegnő megindította a válópert. Férje ekkor már svájci menekültként élt, a szerencsejátékba fojtva bánatát. Joakim herceg képtelen volt feldolgozni addigi élete és a világ átalakulását, a háború elvesztését. 1920-ban a porosz herceg lehangoltsága annyira elfajult, hogy önkezével vetett véget életének. Tettének közvetlen kiváltó okaként egyes források válásának végleges kimondását tartják, míg Eitel Frigyes porosz királyi herceg úgy nyilatkozott: öccse egy „túlságos elbutulást hozó rohamában” fordult önmaga ellen.

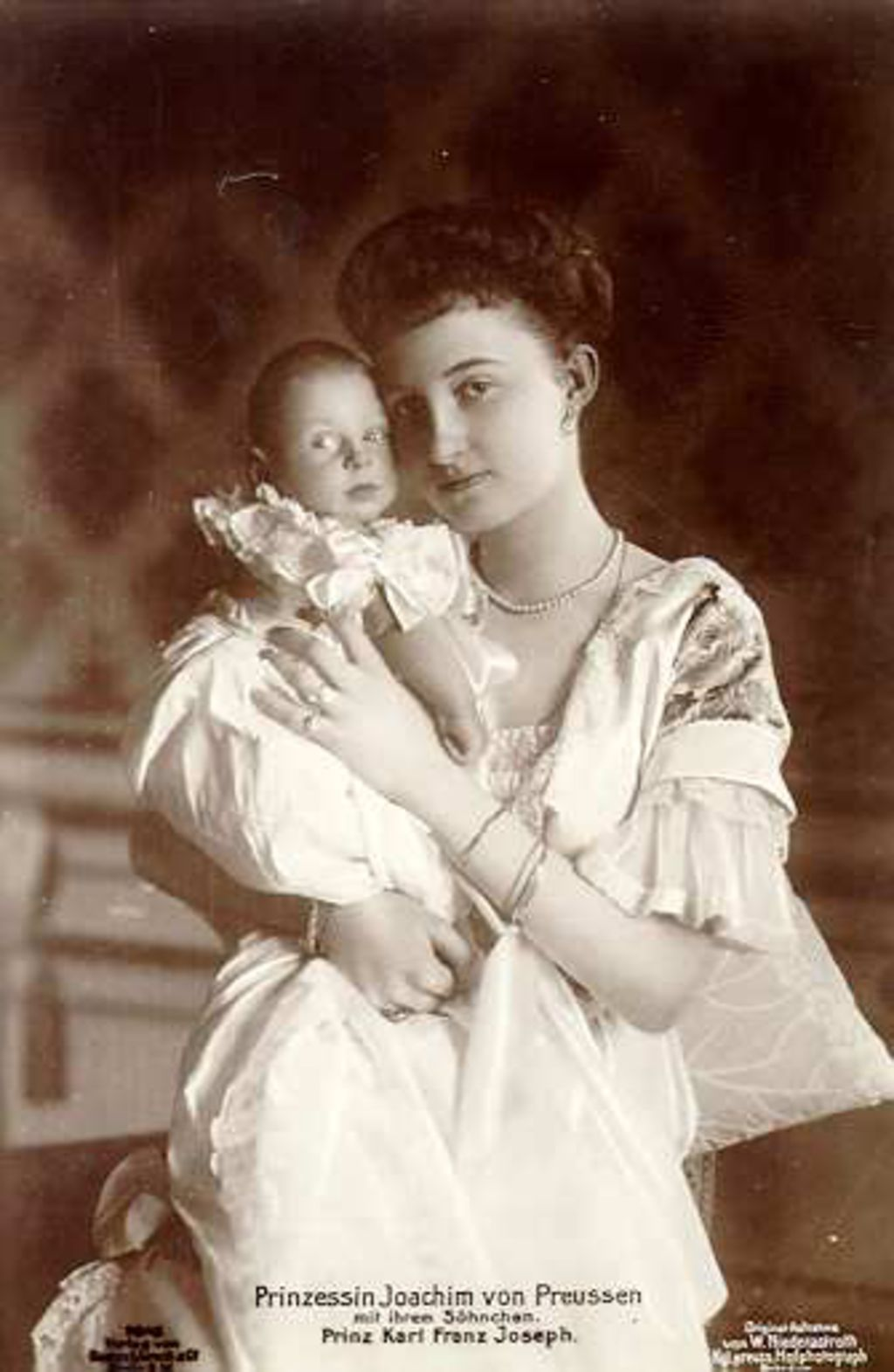
Mária Auguszta anhalti hercegnő és fia (1917, Wilhelm Niederastroth)

A német császári család legtöbb tagja mindenesetre Mária Auguszta hercegnőt okolta volt férje öngyilkosságáért. Eitel Frigyes herceg az elhunyt bátyjaként magához vette fiát, elszakítva őt édesanyjától. A herceg arra hivatkozva helyezte saját gyámkodása alá unokaöccsét, hogy a német uralkodócsalád németországi fejeként ehhez joga van. Eitel Frigyes herceg eljárást alig egy éven belül törvénytelennek minősítették, így Mária Auguszta hercegnő visszakaphatta gyermekét. A bíróság annak ellenére ítélte neki a gyermeket, hogy több egykori alkalmazottja is tanúsította: a hercegnő hagyta ott férjét. Eitel Frigyes porosz herceg azt hozta fel saját maga mellett, hogy ő a legmegfelelőbb személy a fiú nevelésére, minthogy erre az édesanyja alkalmatlan.
1922-ben a valamikori porosz királyi hercegné beperelte hajdani apósát, a hollandiai száműzetésben élő idős német császárt, mert nem fizette neki a házasságkötéskor megígért anyagi támogatást. A lemondott császár védőügyvédjei szerint azonban a Hohenzollern-ház törvényei többé már nincsenek életben, ennélfogva a hercegnő követeléseinek nem lehet helyt adni.
1926. szeptember 27-én a német fővárosban Mária Auguszta anhalti hercegnő újraházasodott. Férje a német főnemesi sorból származó báró Johann Michael von Loën (1902–?); azonban a hercegnő e házassága sem tartott sokáig: a válást 1935. április 18-án mondták ki. A kapcsolatból nem származott gyermek; Mária Auguszta hercegnő nem ment többet férjhez.  Egyedül nevelte fel fiát, miközben anyagi háttere olyannyira kimerült, hogy az 1950-es években az időskorú hercegnő kénytelen volt recepciósként dolgozni egy esseni cégnél. Fia 1980-ban bekövetkezett halála után teljesen elszegényedett; ekkor fogadta örökbe Hans Robert Lichtenberget (1954– ), egy német rendőr fiát, aki masszőrként dolgozott. A nagy figyelemmel kísért örökbefogadást egyes újságírók azzal indokolták, hogy Lichtenberg közeli barátságban állt az anhalti hercegnő fiával, és az édesanya így próbál meg köszönetet mondani neki fia halála után. A brit sajtó azonban olyan feltevést terjesztett szét, miszerint a herceg jelentős pénzösszeget fizetett az adoptálásért és a hercegi címért cserébe. A Frédéric von Anhalt nevet felvett Lichtenberg később maga is pénzért fogadott örökbe üzletembereket, és ruházta át rájuk nemesi címét. Frédéric von Anhalt hercegi rangját és az anhalti uralkodócsaládhoz tartozását a hercegi család nem ismeri el, Frédéric von Anhalt nem szerepel sem az élő családtagok között, sem a családfán.
Mária Auguszta anhalti hercegnő, porosz királyi hercegné 1983. május 22-én hunyt el az észak-rajna–vesztfáliai Essen városában nyolcvannégy éves korában. Vér szerinti gyermeke részéről számos leszármazottja van, míg örökbefogadott fiának ugyan nem születtek utódjai, de három férfit adoptált.